# Vodafone 804NK
Vodafone 804NK（ボーダフォン 804NK）は、ノキアが開発し、ボーダフォン日本法人（現ソフトバンクモバイル）が販売するVodafone 3G（現SoftBank 3G）サービスを利用可能なW-CDMA及びGSM通信方式のスマートフォン。

## 概要
海外ではエンターテイメント端末シリーズであるNseriesとして、Nokia N71という名前で販売している。Symbian OS/S60プラットフォームを搭載している。トライバンドGSMとシングルバンドUMTS (W-CDMA)のデュアルモード端末である。
Vodafone 804NKはNokia N71を日本語化し、ボーダフォン向けのカスタマイズを行っている。こちらはネイティブアプリはSymbianかNokiaの証明書がついているもののみインストールできる。なお、日本市場向けに販売されるノキア製端末の中で初めてQVGA解像度のメイン液晶を搭載した端末でもある。
フルブラウザはノキア製のNokia Web Browserが搭載されており、ミニマップ機能もついている。
なお、総務省の無線設備のスプリアス発射強度の許容値に係る技術基準の改正により、本機種は技適失効となるため、2015年12月1日以降日本国内では使用禁止となった。

## スペック
- メッセージング：SMS/MMS/E-mailクライアント(POP3、IMAP4)
- 内蔵ブラウザ：Nokia Web Browser
- 対応言語：日本語・英語

## 対応サービス
| 主な対応サービス   | 主な対応サービス | 主な対応サービス | 主な対応サービス       |
| ------------------ | ---------------- | ---------------- | ---------------------- |
| サークルトーク     | ホットステータス | Yahoo!mocoa      | S!ループ               |
| S!タウン           | ライブモニター   | S!CAST           | S!FeliCa               |
| S!ケータイ動画     | PCサイトブラウザ | 電子コミック     | S!アプリ（メガアプリ） |
| 着うたフル／着うた | アレンジメール   | S!アドレスブック | 3Gお天気アイコン       |
| レコメール         | TVコール         | 国際ローミング   | S!GPSナビ              |

## 欠陥
2007年8月に電池パックの欠陥（BL-5C。ボーダフォン型番では「NMBF01」に相当）が発表され、回収・交換が行われている。